# The Cover of the Rolling Stone
«The Cover of the Rolling Stone» (в первоначальном варианте — «The Cover of 'Rolling Stone'») — песня, написанная писателем-юмористом Шелом Силверстайном для рок-группы Dr. Hook & the Medicine Show, с которой он сотрудничал в начале 1970-х годов.

## История песни и сингла
Автор рассказывал впоследствии, что с самого начала, приступая к работе, имел в виду единственную цель: заставить популярный журнал Rolling Stone (к тому времени существовавший пять лет) поместить на обложку фотографию группы.
Сингл «The Cover of the Rolling Stone» (второй после дебютного «Sylvia’s Mother») в 1973 году поднялся до 6-й позиции в Billboard Hot 100 и действительно через три месяца после выпуска сингла, 29 марта 1973 года, вывел группу на обложку журнала, хоть и форме карикатуры (с подписью: «What’s-Their-Names Make The Cover» — «Как-их-там? — выходят на обложку»).
В оригинальной версии и на ранних концертах первый и третий куплеты исполнял Рэй Сойер, второй — гитарист Джордж Камминс; остальные музыканты поочередно вполголоса бросали иронические реплики по поводу того или иного громкого заявления («О да, это мы!.. Отличная идея!.. Да, точно!»).
BBC Radio отказалась транслировать песню, поскольку заголовок и текст содержали упоминание (а значит, формально, способствовали рекламе) медийного бренда. В Британии группа перезаписала песню, переименовав её в «The Cover of the Radio Times» (по названию выпускавшегося BBC еженедельника с подробными программами радио- и телепередач) и пригласив группу радиоведущих к исполнению рефрена, со всей очевидностью «рекламировавшего» Radio Times. Несмотря на последнее обстоятельство, песня благополучно вышла в британский эфир; хитом не стала, но обрела известность.

### Содержание
«The Cover of the Rolling Stone» — сатирическая зарисовка, высмеивающая основные аспекты рок-звездного образа жизни, — являет собой исповедь рок-группы, которая достигла всего в своей карьере, кроме единственного: ей никак не удаётся попасть на обложку журнала Rolling Stone.
Героев песни — рок-певцов «с золотыми пальцами» — обожают повсюду; они исполняют песни «о красоте и истине — по цене 10 тысяч долларов за концерт» (англ. We sing about beauty and we sing about truth. At ten-thousand dollars a show), принимают таблетки всех видов, чтобы получить все виды кайфа, но… один вид кайфа им познать не дано: «Это кайф, который настигает тебя, когда твоя фотография попадает на обложку Rolling Stone» (англ. …Is the thrill that’ll gitcha when you get your picture on the cover of the Rolling Stone).
«Фронтмен» звёздной группы (голосом гитариста Джорджа Камминса) рассказывает и о сотрудниках: ненормальной старушке по прозвищу Кокаиновая Кэти (англ. Freaky old lady named Cocaine Cathy), которая нашивает украшения ему на джинсы; его собственном «седовласом папуле», который сидит за рулём его лимузина. Всё это «решительно должно бы взорвать» им мозги, но… «Ничто не взорвало бы наши мозги так, как взрываются они, когда ты видишь себя на обложке Rolling Stone!» (англ. But our minds won’t really be blown like the blow that’ll gitcha when you get your picture on the cover of the Rolling Stone). Следует припев:

(Rolling Stone) Хочу видеть наши фотографии на обложке!

Stone… Хочу купить пять экземпляров для моей мамы!

Stone… Хочу видеть своё улыбающееся лицо

На обложке Rolling Stone! Оригинальный текст (англ.)(Rolling Stone.....) Wanna see our pictures on the cover

(Stone.....) Wanna buy five copies for our mothers..... (yeah)

(Stone.....) Wanna see my smilin face

On the cover of the Rollin Stone
После второго рефрена гитариста осеняет: «Эй, я знаю как!..» и с возгласом: «Рок-н-ролл!» он исполняет абсурдно неумелое гитарное соло из нескольких нот. («Ах, как это красиво!» — слышен комментарий.)
В третьем куплете выясняется, что у героев есть «множество маленьких девочек-групи, которые делают всё, что им ни скажешь» (англ. We got a lot of little teenage blue eyed groupies who do anything we say), а также «самый настоящий индийский гуру», который наставляет их «на более праведный путь» (англ. We got a genuine Indian Guru who’s teaching us a better way). Они приобрели себе «всех друзей, каких только можно купить за деньги, чтобы не чувствовать себя одинокими», они становятся всё богаче, но… — так и не могут увидеть свою фотографию на обложке Rolling Stone! (англ. And we keep getting richer but we can’t get our picture on the cover of the Rolling Stone). По мере того, как мольба-рефрен повторяется, слышны новые аргументы: «Мы красивые!.. Я не шучу, мы украсим вашу обложку!.. Ну, свеженький снимочек — и прямо на передок, парень!.. Ну вот, теперь мы и будем на обложке… Улыбка, мэн! Ах, какие мы красивые!».

## Кавер-версии
Песня неоднократно исполнялась другими исполнителями. В 1987 году Стиви Мур включил её в свой альбом Teenage Spectacular. В 2000 году кавер-версия в исполнении группы Poison вошла в альбом англ. Crack a Smile... and More!. Пародийную версию записал Бак Оуэнс с группой Buckaroos («On the Cover of the Music City News», альбом Best of Buck Owens, Volume 6, 1976).
Песня в оригинальной версии вошла в саундтрек фильма «Почти знаменит» (2000).

## Видео
- The Cover of the Rolling Stone Архивная копия от 20 февраля 2019 на Wayback Machine. — Dr. Hook & the Medicine Show на концерте 1972 года.